# Casa de Moneda de Nueva Orleans

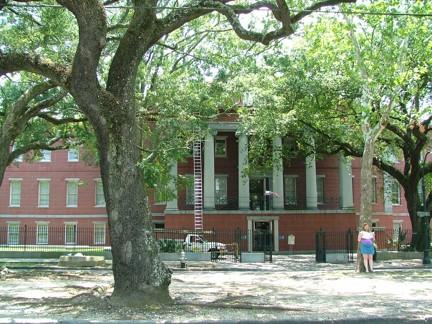
El pórtico de estilo jónico del edificio de la casa de moneda de Nueva Orleans en junio de 2005.

La Casa de moneda de Nueva Orleans operó en Nueva Orleans, Luisiana, como casa de moneda de los Estados Unidos de 1838 a 1861 y de 1879 a 1909. Durante sus años de operación, produjo más de 427 millones de monedas de oro y plata de casi todas las denominaciones de monedas de dólar estadounidense, con un valor aproximado de US$ 307 millones. El edificio estuvo cerrado durante la mayor parte de la guerra civil americana y el periodo de Reconstrucción. Posteriormente, ha servido para una variedad de propósitos, incluyendo Oficina de Análisis, almacén de la Guardia Costera de Estados Unidos y refugio nuclear.
A partir de 1981, el edificio pasó a integrar el Museo Estatal de Luisiana. En 2005, sufrió severos daños debido al Huracán Katrina, teniendo que ser reparado durante dos años, siendo reabierto en octubre de 2007.
En abril de 2015, las exposiciones del museo empezaron a incluir los instrumentos utilizados por algunos de los músicos de jazz más notables de Nueva Orleans, así como fotografías y carteles. Se ha planeado convertirlo en el Museo de Música de la Luisiana. En el lugar también se presentan conciertos de jazz, en sociedad con el New Orleans Jazz National Historical Park.
El «Centro Histórico de Luisiana» está localizado en el tercer piso del edificio. Incluye colecciones de manuscritos de la era colonial, mapas y demás fuentes materiales, en una amplia gama de medios. Está abierto a cualquier persona interesada en la historia y cultura de Luisiana.
La Casa de moneda de Nueva Orleans ha sido reconocida como Hito Histórico Nacional, y es en la actualidad la estructura más antigua existente que ha servido como Casa de la moneda en los Estados Unidos.

## Historia

### Preguerra: 1835–1861

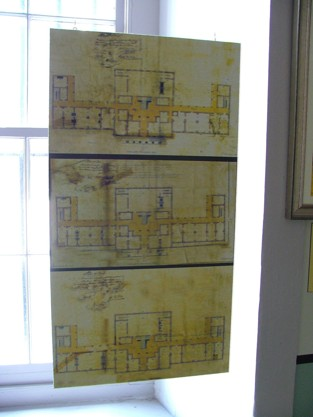
Planos originales de la Casa de Moneda de 1835, en el Museo Estatal de Luisiana.

El rápido crecimiento de los Estados Unidos a inicios de los años 1830, trajo como consecuencia una escasez de monedas. Asimismo, la producción de dólares de plata fue suspendida en 1804, porque eran intercambiados por monedas españolas de bajo peso en las Indias Occidentales. Dejando al medio dólar como la mayor denominación circulante. Las monedas extranjeras circulaban en EE. UU. para aliviar la escasez.  La Casa de Moneda de Filadelfia había entonces sido la única casa de moneda hasta 1838, cuando empezaron las operaciones en las otras casas de monedas. 
En 1836, el Presidente Andrew Jackson había emitido una orden ejecutiva la cual demandaba que todas las transacciones de tierras en los Estados Unidos debían ser realizadas en efectivo. Esta acción, combinada con la depresión económica que siguió al Pánico de 1837 (causado en parte por las políticas fiscales de Jackson) aumentó la necesidad cotidiana de acuñar dinero.
Como resultado, en 1835 el gobierno federal estableció tres casas de moneda sucursales: Nueva Orleans, (Luisiana), Charlotte (Carolina del Norte) y Dahlonega, (Georgia). Tanto Dahlonega como Charlotte eran regiones auríferas. Pero Nueva Orleans fue seleccionada debido a su ubicación estratégica a orillas del río Misisipi, lo cual la convertía en un centro importante para actividad comercial, incluyendo la exportación de algodón de las plantaciones del área. Asimismo, grandes cantidades de oro proveniente de México, pasaban a través del puerto de Nueva Orleans anualmente.
En el siglo XIX, Nueva Orleans era la quinta ciudad más grande de los Estados Unidos hasta la Guerra Civil, y efectuaba más comercio con el extranjero que cualquier otra ciudad de la nación. También se encuentra relativamente cerca de los depósitos de oro descubiertos entonces en Alabama. A diferencia de las otras dos casas de moneda, que solo acuñaban monedas de oro, la casa de moneda de Nueva Orleans producía monedas de oro y plata, y en cantidades mucho más grandes, lo cual la convirtieron en la sucursal más importante del país, hasta que la Casa de Moneda de San Francisco empezó a producir un valor monetario aún mayor de monedas de oro a mediados de la década de 1850.
La ubicación de la casa de moneda, ocupó un lugar prominente en historia cívica. Se asienta en una de las dos esquinas de río del barrio francés, el cual era anteriormente la ciudad entera o Vieux Carré, de Nueva Orleans. Bajo la dominación francesa y española, en este lugar se encontraba una de las fortificaciones defensivas de la ciudad. En 1792, el gobernador español, Francisco Luis Héctor de Carondelet, levantó aquí la Fortaleza San Carlos (más tarde, Fort Saint Charles). La fortaleza fue demolida en 1821 y el área cercana fue nombrada más tarde Jackson Square, en honor de Andrew Jackson. Como general en el Ejército de los Estados Unidos, el liderazgo de Jackson salvó la ciudad de las fuerzas invasoras británicas durante diciembre de 1814 y el 8 de enero de 1815, fecha de la batalla de Nueva Orleans, última batalla significativa de la Guerra de 1812.

### Guerra civil: 1861

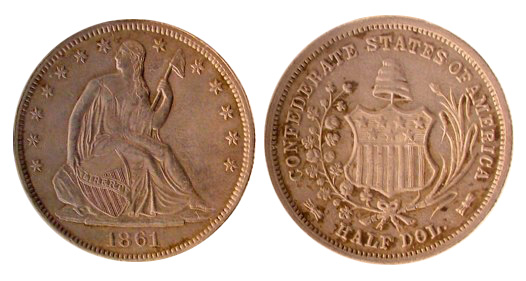
Medio dólar confederado acuñado en Nueva Orleans en 1861.

La Casa de moneda de Nueva Orleans, operó continuamente desde 1838 hasta el 26 de enero de 1861, cuándo Luisiana se separó de los Estados Unidos. El 29 de enero, la Convención de Secesión volvió a reunirse en Nueva Orleans y aprobó una ordenanza que permitía a los empleados federales a permanecer en sus puestos. El 5 de febrero de 1861, durante las labores de la Convención del Estado de Luisiana en Nueva Orleans, se designó un comité para tomar un inventario del anterior Gobierno Federal, informando que la bóveda del Sub-Tesorero de la casa de moneda contenía $ 483 983 en monedas de oro y plata. Los registros de los Archivos Nacionales de Rockville, Maryland, indicaron que de estos $ 483 983, $ 308 771 consistían en monedas de oro y $ 175 212 en monedas de plata. La única moneda de oro producida en enero de 1861, fue la de $ 20 de oro «Double Eagle», produciéndose 15 438 unidades en dicho mes. Sin embargo, los registros de la misma Casa de la Moneda mencionan que solamente se acuñaron 5 000 unidades de $ 20 piezas de oro. Esta discrepancia se explica en un artículo de The Numismatist Journal.
En marzo de 1861, Luisiana aceptó la Constitución de los Estados Confederados y el gobierno confederado retuvo todos los oficiales de la casa de moneda. Los confederados acuñaron 962 633 de las 2 532 633 de monedas de medio dólar producidas en Nueva Orleans con fecha de 1861. Debido a que las autoridades confederadas usaban sus propios troqueles, algunas monedas presentaban anomalías, como el medio dólar 1861-O con una fecha biseccionada ("WB-103") o con un brote de oliva lanceado en el reverso ("WB-104"). El número exacto de monedas de medio dólar confederadas anómalas es desconocido, pero se sabe que solo cuatro existen en la actualidad. Uno de ellos, que se vendió en una subasta por una gran suma, había una vez sido propiedad de Jefferson Davis, el único Presidente de los Estados Confederados.
Las operaciones de acuñación confederadas, prosiguieron desde el 1 de abril hasta que el oro se agotó ese mismo mes. Después, la casa de moneda sirvió para acuartelar a las tropas confederadas, hasta que fue finalmente capturada, junto con el resto de la ciudad al año siguiente, en gran parte por las fuerzas navales de la Unión, bajo el mando del almirante David Farragut.

### Ocupación por fuerzas de la Unión: 1862–79
En 1876, la casa de moneda fue reabierta como una oficina de ensayo de metales preciosos. Su maquinaria estuvo averiada durante la guerra, pero debido a su importancia, se le dotó de nuevo nuevo equipamiento para la fabricación de monedas. El edificio fue reformado y vuelto a poner en servicio en 1879, produciendo principalmente monedas de plata, que incluían al famoso dólar de plata de Morgan de 1879 a 1904.

### Segundo período de funcionamiento: 1879–1909

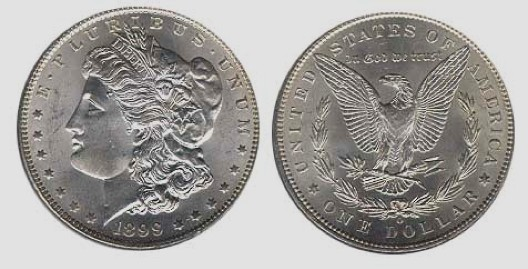
Un Dólar Morgan, una de las monedas americanas más famosas.

La remodelación y retorno a la actividad de la Casa de Moneda de Nueva Orleans, se debió en parte al hecho de que en 1878 el gobierno federal había aprobado la Ley de Bland-Allison, que encomendó la compra y acuñación de una gran cantidad de plata al año, y el Departamento del Tesoro de los Estados Unidos necesitaba instalaciones adicionales para hacerlo. Se volvieron a abrir las instalaciones de Nueva Orleans, principalmente para acuñar grandes cantidades de dólares de plata, la mayoría de los cuales fueron simplemente almacenados en el edificio en lugar de ponerlos en circulación. El Presidente Rutherford B. Hayes nombró al exsenador de Misisipi y gobernador Henry S. Foote como nuevo superintendente de la casa de moneda.
Durante este segundo período de funcionamiento, esta Casa de Moneda acuñó monedas desde diez centavos hasta Águilas de $20 (Double eagles). Asimismo, también acuñó en 1907, más de cinco millones y medio de monedas de plata de veinte centavos de Peso para el gobierno mexicano como parte del programa de producción de moneda extranjera del gobierno estadounidense.
La Casa de la Moneda de Nueva Orleans, cuyas monedas se pueden identificar por la marca de ceca "O" que se encuentra en el reverso de su moneda, ganó una reputación de producción de monedas de una calidad mediocre, por lo general su lustre no es tan brillante como el de otras casas de la moneda, y las áreas del centro tienden a ser aplanadas y no fuertemente golpeadas. Por tal razón, las monedas correctamente golpeadas de Nueva Orleans son muy apreciado en el mundo numismático.

### SiglosXXyXXI

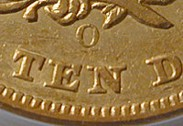
Detalle de la marca de ceca "O" de Nueva Orleans en una pieza de oro de $10

A principios del siglo XX, la Casa de Moneda de Nueva Orleans estuvo operando junto con la de Denver, San Francisco, y el centro principal en Filadelfia. En 1904, el gobierno cesó de producir el dólar de plata, que representaba la mayor parte de las monedas que la sucursal de Nueva Orleans había estado produciendo desde 1879. En 1909, los funcionarios del Tesoro se negaron a asignar fondos para el funcionamiento de la casa de moneda de Nueva Orleans, deteniendo sus actividades. En 1911, la Casa de Moneda de Nueva Orleans fue desarmada formalmente y su maquinaria trasladada a las instalaciones de la Casa de Moneda de Filadelfia.
En 1932, el edificio fue convertido en una prisión federal, hasta que 1943. La Guardia Costera de Estados Unidos tomó entonces el edificio como centro de almacenamiento, sin embargo, gran parte de la estructura quedó abandonada. En 1965 fue transferido al Estado de Luisiana.
Durante la Guerra Fría, la vieja casa de moneda fue considerada como el mejor refugio nuclear de la ciudad.
El estado acordó evitar la demolición de la estructura, con la condición de que sea restaurada y convertida para un nuevo propósito dentro de los siguientes quince años. Entre 1978 y 1980 se cumplió este objetivo. Desde 1981, el edificio de la Casa de Moneda ha funcionado como museo numismático. Se han abierto exposiciones adicionales dedicadas al Mardi Gras, música de jazz y Cerámica Newcomb. Estos tres fenómenos han contribuido a la fama de Nueva Orleans.
El tercer piso de la casa de moneda alberga un archivo de mapas y documentos, incluyendo registros coloniales franceses y españoles. Junto con el Cabildo, el Presbiterio, la 1850 House y Madame John's Legacy, esta instalación es una de las cinco ramas del Museo Estatal de Luisiana, en el Barrio Francés.
El edificio está localizado en el 400 Esplanade Avenue, no lejos del Río Misisipi.

## Monedas producidas

### Monedas de plata
| Valor            | Serie                  | Años de acuñación                | Imagen | Notas |
| ---------------- | ---------------------- | -------------------------------- | ------ | --- |
| 3 céntimos       | Plata de tres céntimos | 1851                             |        | La marca de casa de moneda "O" se halla a la derecha del número Romano "III" en el reverso. Es la moneda de plata con la menor denominación que fue acuñada por cualquier casa de moneda sucursal.                                                                                            |
| 5 céntimos       | Libertad sentada       | 1838–1842, 1844, 1848–1860       |        | Las monedas de 1853 fueron fabricadas en dos variedades: una con flechas en la fecha, y la otra, sin flechas. |
| 10 céntimos      | Libertad sentada       | 1838–1843, 1845, 1849–1860, 1891 |        | La marca "O" de la ceca, está localizada dentro de la guirnalda. Se dice que esta moneda fue la primera acuñada en Nueva Orleans. |
| 10 céntimos      | Barber                 | 1892–1903, 1905–1909             |        | La marca "O" de casa de moneda, se encuentra bajo la guirnalda. |
| Cuartos de dólar | Libertad sentada       | 1840–1844, 1847, 1849–1860, 1891 |        | |
| Cuartos de dólar | Barber                 | 1892–1909                        |        | La mayoría de monedas Barber tuvieron amplia circulación, motivo por el cual, este ejemplar se encuentra tan gastado. |
| Medios dólares   | Busto con gorra        | 1838–1839                        |        | Los dos años que esta moneda fue fabricada en Nueva Orleans, marcaron la novedad en la historia numismática americana, cuando las marcas de la casa de moneda aparecían en el anverso. Las monedas de 1838 raramente poseían esta característica, pero en las de 1839, esto era común.        |
| Medios dólares   | Libertad sentada       | 1840–1861                        |        | Las monedas acuñadas el 25 de enero de 1861, serían las últimas confeccionadas en plata por el gobierno de Estados Unidos en Nueva Orleans hasta 1879. De esta manera, el medio dólar de la Libertad sentada de plata sería la última moneda de plata estadounidense acuñada aquí hasta 1879. |
| Medios dólares   | Barber                 | 1892–1909                        |        | |
| Dólares          | Libertad sentada       | 1846, 1850, 1859–1860            |        | |
| Dólares          | Morgan                 | 1879–1904                        |        | La moneda más común producida por esta casa de moneda. |

### Monedas de oro
| Valor                             | Serie                 | Años de acuñación                                                        | Imagen | Notas |
| --------------------------------- | --------------------- | ------------------------------------------------------------------------ | ------ | --- |
| Dólares                           | Cabeza de la libertad | 1849–1853                                                                |        | Las monedas de 1849 eran acuñadas con una guirnalda en el reverso y la marca de la ceca en la parte inferior de la misma.                                                                                     |
| Dólares                           | Princesa india        | 1855                                                                     |        | |
| Águilas de $2.50 (Quarter eagles) | Cabeza clásica        | 1839                                                                     |        | |
| Águilas de $2.50 (Quarter eagles) | Cabeza de la libertad | 1840, 1842–1843, 1845–1847, 1850–1852, 1854, 1856–1857                   |        | Este ejemplo muestra que la marca de casa de moneda "O" se fusiona con las flechas bajo el águila. |
| Tres dólares                      | Cabeza de indio       | 1854                                                                     |        | Este fue el único año en que las piezas de tres dólares de oro fueron acuñadas en Nueva Orleans. |
| Águilas de $5 (Half eagles)       | Cabeza de libertad    | 1840–1847, 1851, 1854–1857, 1892–1894                                    |        | |
| Águilas de $5 (Half eagles)       | Cabeza de indio       | 1909                                                                     |        | |
| Águilas de $10 (Eagles)           | Cabeza de la libertad | 1841–1860, 1879–1883, 1888, 1892–1895, 1897, 1899, 1901, 1903–1904, 1906 |        | En 1866, se agregó una cinta sobre el águila con el lema In God We Trust a las piezas de oro de $10. Durante 1894 se efectuó una de las mayores acuñaciones de Águilas de la casa de moneda de Nueva Orleans. |
| Águilas de $20 (Double eagles)    | Cabeza de la libertad | 1850–1861, 1879                                                          |        | La denominación más grande de circular coinage emitido por el U.S. casa de moneda. |